# ナッシュビル国際空港

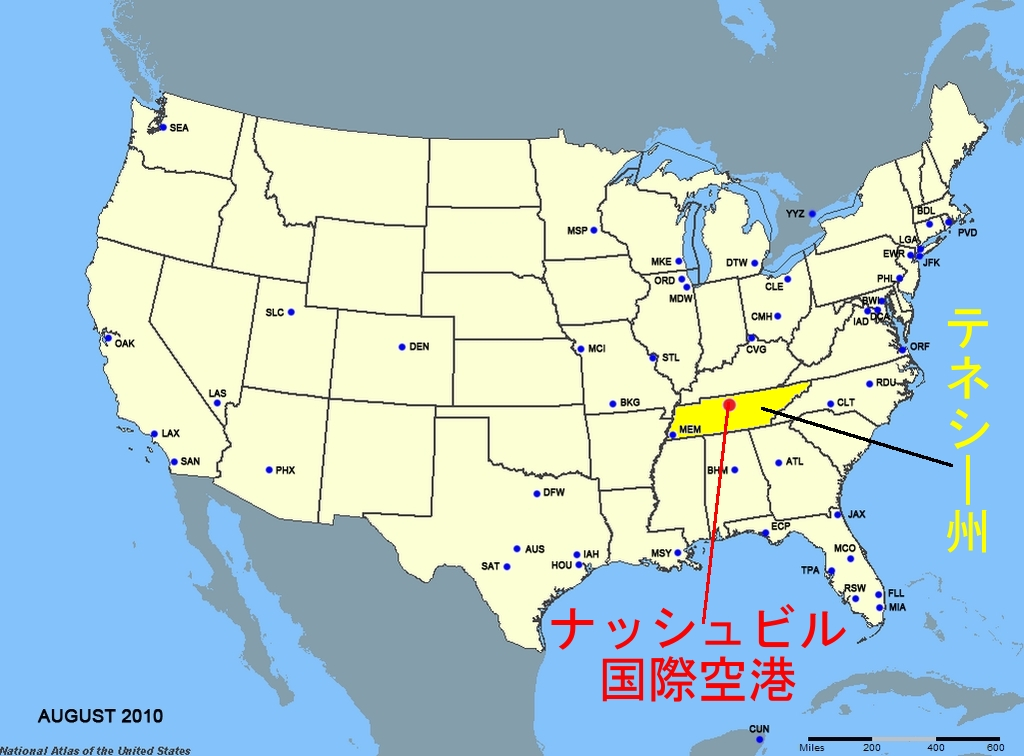
ナッシュビル国際空港の位置

ナッシュビル国際空港（ナッシュビルこくさいくうこう、英: Nashville International Airport）は、アメリカ合衆国のテネシー州ナッシュビルにある国際空港。

## 歴史
1937年に当時のテネシー州の行政官ハリー・S・ベリーにちなんで、ベリー飛行場（Berry Field）として開港。1961年に大規模なターミナル拡張を行った。現在の旅客施設は1987年に完成したもので、アメリカン航空のハブ空港を経て、現在はサウスウエスト航空の焦点空港となっている。その後、「ナッシュビル国際空港／ベリー飛行場」と改称された。IATA空港コード「BNA」のBはベリーのBであり、NAはナッシュビルの頭2文字である。

## 施設
空港の敷地面積は約1600ha。旅客ターミナルは敷地の北部にある。4棟のコンコース（A,B,C,D）が繋がっている。搭乗口は全体で42箇所である。ターミナルとコンコースDは拡張工事中で2023年に完成予定である。

## 主な航空会社
- サウスウエスト航空
- アメリカン航空
  - アメリカン・イーグル
- デルタ航空
  - デルタ・コネクション
- ユナイテッド航空
  - ユナイテッド・エキスプレス
- アラスカ航空
- ジェットブルー航空
- スピリット航空
- フロンティア航空
- アレジアント航空
- ケープエア
- エア・カナダ
- ウエストジェット
- ブリティッシュ・エアウェイズ

## 主な就航路線
タンパ、シアトル、サンアントニオ、フィラデルフィア、ボストン、デンバー、シカゴ/ORD、シカゴ/MDW、アトランタ、ヒューストン、シンシナティ、オーランド、ミネアポリス、デトロイト、ニューヨーク/JFK、ニューヨーク/LGA、 ワシントン/ナショナル、ピッツバーグ、ロサンゼルス/LAX、マイアミ、セントルイス、ミルウォーキー、ボルチモア、カンザスシティ、ラスベガス、オンタリオ、オークランド、サンディエゴ、シャーロット、バーミングハム、クリーブランド、コロンバス、フォートローダーデール、ジャクソンビル、ニューアーク、メンフィス、ダラス/フォートワース、ニューオーリンズ、フェニックス、ソルトレイクシティ、トロント、オースティン、ローリー/ダーラム、ハートフォード、プロビデンス、カンクン、ロンドン/ヒースロー